# Ла Роса, Белья
Бе́лья Мерсе́дес Ла Ро́са де ла Ро́са (исп. Bella Mercedes La Rosa de la Rosa; род. 1949) — венесуэльская фотомодель, Мисс Венесуэла 1970 года, полуфиналистка на конкурсе «Мисс Вселенная-1970».

## Мисс Венесуэла
Белья Мерседес Ла Роса де ла Роса родилась в 1949 году в городке Кагуа штата Арагуа на севере Венесуэлы. В 1970 году выиграла национальный конкурс красоты Мисс Венесуэла. Финал состоялся 1 июля. Корону Белле де ла Роса передала победительница прошлого года Марция Пьяцца.
Через десять дней Белья Мерседес представляла Венесуэлу на конкурсе Мисс Вселенная-1970, который проходил в Майами. Титул выиграла пуэрториканка  Марисоль Маларет. Белья Ла Роса вошла в полуфинал.

## Дальнейшая жизнь
Белья Мерседес де ла Роза окончила университет, получила специальность юриста. Трижды была в браке и трижды разведена.